# آخرین مرد روی زمین (مجموعه تلویزیونی)
آخرین مرد روی زمین (به انگلیسی: The last man on earth) یک مجموعه تلویزیونی آمریکایی است که در سبک کمدی، پسارستاخیزی ساخته شده‌است و از شبکه فاکس پخش می‌شد. پخش فصل اول مجموعه از ۱ مارس ۲۰۱۵ آغاز شده‌است.
این سریال پس از پخش چهار فصل، در 10 می 2018 (20 اردیبهشت 1397) توسط شبکه فاکس کنسل شد.

## خلاصه داستان
سریال در سال ۲۰۲۰ اتفاق می‌افتد و دربارهٔ زندگی مردی به نام فیل میلر می‌باشد که روزی یک فرد معمولی و عاشق خانواده‌اش بوده و هم‌چنین از شغل خود در بانک تنفر داشته‌است؛ اما اکنون او آخرین امید نسل بشر برای بقا است.
این فیلم ژانر طنز است.